# Typ 91 (obrněný automobil)
Typ 91, též Sumida M.2593, byl japonský obrněný automobil ze 30. let 20. století, který mohl operovat jak na silnicích, tak i na železničních kolejích.

## Historie
Produkce začala v roce 1933 ve společnosti Automobilových závodech Išikawadžima. Všech šest jeho silničních kol mohlo být vyměněno za kola železniční. Nepoužívané silniční pryžové obruče pak byly uloženy na bocích trupu. Aby byla výměna kol usnadněna, byly do vozidla zabudovány čtyři zvedáky. Celá výměna tak trvala deset až dvacet minut. Rozchod kol mohl být upraven, aby vyhovoval různým typům železnic. Maximální rychlost činila 40 km/h na silnici a 60 km/h na železnici. Posádka činila 6 mužů vyzbrojených jedním 6,5mm nebo 7,7mm kulometem.